# Piękna Helena (deser)
Piękna Helena (fr. Poire belle Hélène) – klasyczny deser z użyciem gruszek, wymyślony przez Auguste'a Escoffiera i podany po raz pierwszy w 1865 roku. Nazwa wywodzi się od popularnej wówczas operetki Jacques'a Offenbacha pod tym samym tytułem.
Operetka Offenbacha po premierze w 1864 r. cieszyła się wielkim powodzeniem wśród paryżan, co zaowocowało wysypem w stołecznych restauracjach dań nawiązujących do imienia Heleny Trojańskiej (np. befsztyki Pięknej Heleny z jabłkami i karczochami lub mus Pięknej Heleny z kurczęcia w szparagach, obłożony truflami). Wiele z nich obecnie zostało już zapomnianych, jednak największą sławę zdobył deser, chętnie spożywany po spektaklach teatralnych. 
Gruszki na poire belle Hélène obgotowuje się w syropie i schładza, a następnie umieszcza w salaterce lub pucharku, polewa gorącym sosem czekoladowym, okłada kulkami waniliowych lodów i garniruje migdałami obranymi ze skórki (w całości). Możliwe jest dodanie kandyzowanych kwiatów fiołka.